# London 1963: The First Recordings!
London 1963: The First Recordings! è un album del gruppo musicale rhythm and blues britannico The Yardbirds, che raccoglie le prime registrazioni della band, realizzate a Londra sul finire del 1963. L'album fu pubblicato nel 1981 dalla L+R Records.

## Tracce
1. Smokestack Lightning (Howlin' Wolf)
2. You Can't Judge a Book by Looking at the Cover
3. Take It Easy Baby (Sonny Boy Williamson II)
4. Talkin' About You
5. Let It Rock (Chuck Berry)
6. I Wish You Would (Billy Boy Arnold)
7. Boom Boom (John Lee Hooker)
8. Honey In Your Hips (Keith Relf)
9. Who Do You Love? (Bo Diddley)

## Formazione
- Eric "Slowhand" Clapton – chitarra principale
- Chris Dreja – chitarra ritmica
- Jim McCarty – batteria
- Keith Relf – voce principale, armonica a bocca
- Paul "Sam" Samwell-Smith – chitarra basso
- Sonny Boy Williamson II - voce e armonica a bocca in Take it Easy Baby

Produzione
- Giorgio Gomelsky – produzione, note interne
- Phillip Wood – ingegnere del suono
- Bill Inglot – digital remastering
- Richard Rosser – fotografie